# RISE (プロレス)
RISE（ライズ）は、新日本プロレスで活動していたプロレスのユニット。

## 概要
前身は蝶野正洋率いるブラック・ニュー・ジャパンで、2007年に蝶野が長州力、獣神サンダー・ライガーらと共にレジェンド軍を結成し、離脱。中邑真輔を中心に残されたメンバーを中心にユニット名をRISE（Real International Super Eliteの略）と改名する。
ベビーフェイスである本隊、ヒールユニットであるG・B・Hの中間に位置するユニットであったが、対G・B・Hにおいては本隊と共闘することも多かった。
2008年9月にジャイアント・バーナードら外国人勢がG・B・Hとの試合中にG・B・H側に寝返り、離脱。2009年4月に中邑が分裂したG・B・Hのうち矢野通派と結託し、CHAOSを結成して離脱。現在はユニットとしての活動は行われておらず、正規軍との共闘がメインとなっているため、事実上は発展的解散となっている。

## 元メンバー
- ロウ・キー（2008年2月2日のみ参戦）
- トラヴィス・トムコ（結成 - 2008年2月17日離脱）
- ジャイアント・バーナード（結成 - 2008年9月5日離脱）
- リック・フーラー（2008年7月5日 - 2008年9月5日離脱）
- 稔（結成 - 2009年1月31日退団、フリー）
- 中邑真輔（結成 - 2009年4月23日離脱）（リーダー）
- ミラノコレクションA.T.（結成 - 2010年1月18日引退）
- 後藤洋央紀（結成 - 2010年3月23日解散）
- プリンス・デヴィット（結成 - 2009年4月23日離脱）

## 戦績
ユニット所属時の各選手の主な成績。
- 中邑真輔
  - 第48代IWGPヘビー級王座
  - 第3代IWGPヘビー級王座（IWGP 3rd）
- 後藤洋央紀
  - G1 CLIMAX 2008 優勝
  - NEW JAPAN CUP 2009 、2010 優勝
- 稔
  - 第19代IWGPジュニアタッグ王座
  - 第21代IWGPジュニアタッグ王座
- プリンス・デヴィット
  - 第19代IWGPジュニアタッグ王座
  - 第21代IWGPジュニアタッグ王座
- ジャイアント・バーナード
  - 第50代IWGPタッグ王座
  - G1 TAG LEAGUE 2007 優勝
- トラヴィス・トムコ
  - 第50代IWGPタッグ王座
  - G1 TAG LEAGUE 2007 優勝